# ماكسيمو كاخال
ماكسيمو كاخال إي لوبيز' (بالإسبانية: Máximo Cajal López)‏ ‏( مواليد 1935، مدريد  - توفي 3 أبريل 2014، مدريد ) دبلوماسي وسفير إسباني .

## مسيرته
درس القانون والتحق بالسلك الدبلوماسي عام 1963 وعمل كسكريتير سفارة عام 1965، وشغل خلال حياته المهنية التي دامت 35 سنة العديد من المناصب. في عام 1978 تم تعيينه المدير العام لمكتب المعلومات الدبلوماسية (OID)، وعمل بعد ذلك سفيرا في غواتيمالا ، ونجا من المذبحة التي وقعت  سنة 1980، عندما قامت مجموعة من سكان الكيشي الأصليين بالسيطرة على مقر السفارة الإسبانية للاحتجاج على مجازر الجيش في الريف، فأطلقت الحكومة الغواتيمالية هجوماً قُتل فيه جميع من في المبنى تقريباً نتيجة للحريق الذي التهم المبنى، زعمت الحكومة الغواتيمالية أن النشطاء هم من أشعلوا الحريق مضحين بأنفسهم.  وشكك السفير الإسباني ماكسيمو كاخال الذي نجا من النيران من ذاك الادعاء، مدعياً أن الشرطة الغواتيمالية قتلت عمداً كافة المعتصمين في المبنى وأشعلت النار لمحو الأثر. نتيجة لهذا الحادث، انهارت العلاقات الدبلوماسية بين إسبانيا وغواتيمالا.
ولدى عودته من غواتيمالا، اتهمته الحكومة الدكتاتورية في غواتيمالا بالشيوعية وبتنظيم اقتحام السفارة الإسبانية. وانضمت لهذه الحملة وسائل الإعلام الإسبانية المحافظة.
بعد ذلك الحادث عُيِّن سفيراً لإسبانيا في حلف شمال الأطلسي، وسفيرا في السويد وفي فرنسا (1994-1996) والقنصل العام لإسبانيا في نيويورك (1981-1983)، وفي لشبونة، كما تقلد عدة مناصب في وزارة الشؤون الخارجية خلال حكومات فيليبي غونزاليس. وبصفته الأمين العام للسياسة الخارجية كان كبير المفاوضين خلال إعادة التفاوض على الاتفاقية الإسبانية الأمريكية لعام 1988 التي أغلقت القاعدة الأمريكية في توريخون .
وكاد أن يصبح وزيرا للخارجية، لو لا نشره لكتابه سنة 2003 المعنون «سبتة ومليلية وجبل طارق وأوليفينثا... أين تنتهي إسبانيا؟» ، حيث يؤيد نفس فكرة خايمي دي بينييس، التي تتمحور في تسليم الصخرات والجزر الصغيرة فورا إلى المغرب، وتسليمه كذلك مليلية في غضون 20 سنة، وسبتة لحين استعادة جبل طارق من المملكة المتحدة، فشنت عليه وسائل الإعلام المحافظة والحزب الشعبي حملة ضد هذه التصريحات.
وهو عضو في الحزب الاشتراكي. عُيِّن في عام 2010 سفيراً لإسبانيا في فرنسا، وكان الممثل الشخصي لرئيس وزراء إسبانيا خوسيه لويس رودريغيز ثاباتيرو في مبادرة تحالف الحضارات التي أسسها مع الحكومة التركية.